# Yehiel De-Nur
Pour les articles homonymes, voir Dinur.
Yehiel De-Nur (ou De-Nir ou Dinur) est un écrivain et survivant de la Shoah, né le 16 mai 1909 à Sosnowiec et mort le 17 juillet 2001 à Tel Aviv.
Né Jechiel Fajner (en hébreu : יחיאל פיינר), il a aussi utilisé le nom de plume Ka-Tzetnik ou Ka-Tzetenik 135633, en référence à son numéro de déporté, tatoué sur son bras par les nazis.

## Biographie

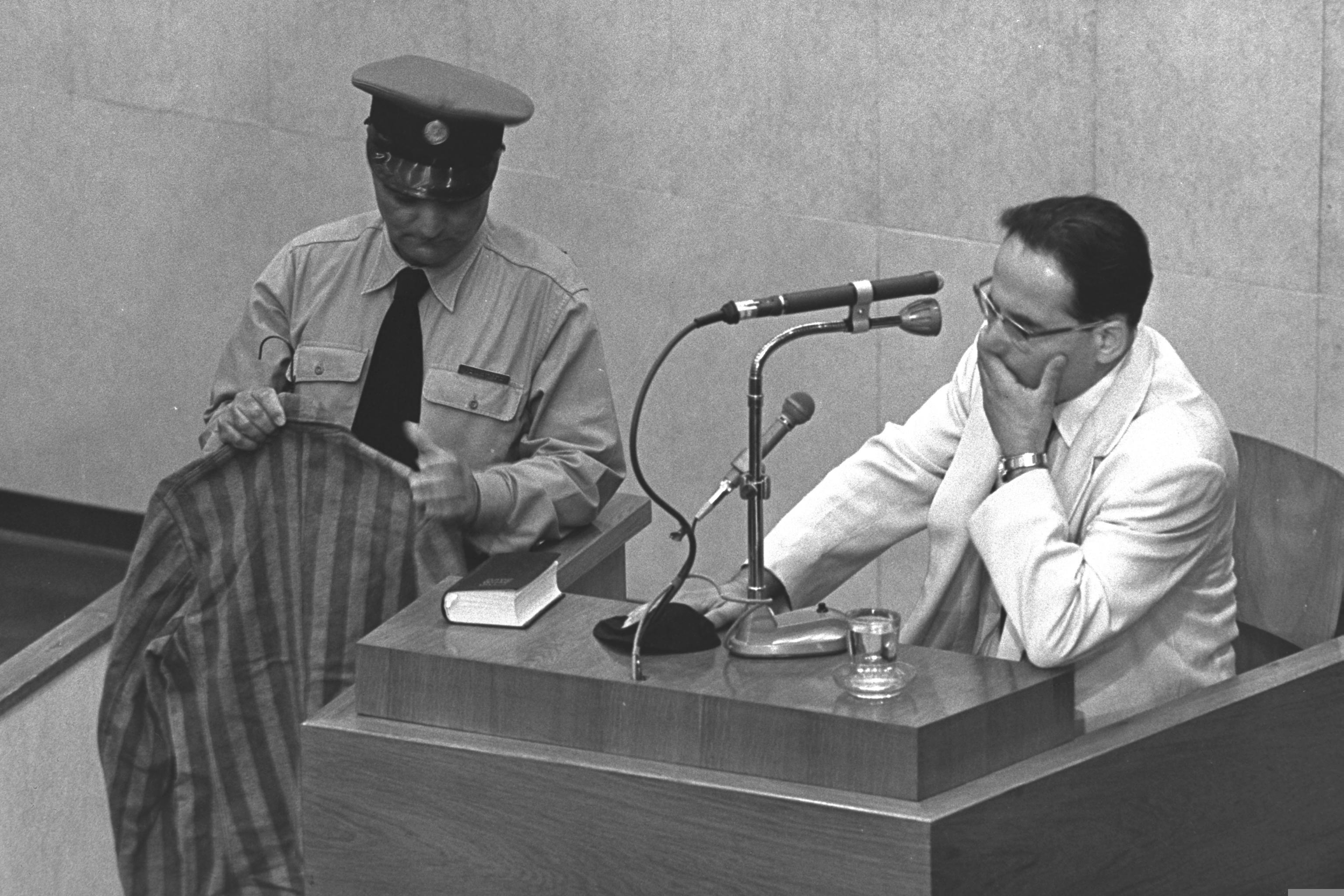
Yehiel De-Nur témoin lors du procès Eichmann.

Jeune homme polonais de confession juive, il étudie dans une yeshiva de Lublin avant d'être déporté deux ans au camp de concentration d'Auschwitz au cours de la Seconde Guerre mondiale. Il a écrit à la fois en hébreu, qui pour lui est la « langue sacrée », et en yiddish, qui serait la « langue des martyrs ».
Yehiel De-Nur raconte sa propre histoire dans son livre Atrocité.
Son œuvre majeure est La Maison des poupées (The House of dolls), roman semi-autobiographique de 250 pages publié en 1956.
Ce récit très douloureux, a été traduit en français chez Gallimard sous le nom de Maison de filles (éditions disponibles en anglais seulement sous le nom d'auteur Ka-Tzetnik). Certains donnent pour nom d'auteur Karol Cetynski. C'est un des premiers romans qui fait la chronique au quotidien de la vie dans un ghetto juif dans une ville à la frontière de l'Allemagne et de la Pologne et dans un camp de concentration nazi. Il raconte, notamment, les horreurs de la Shoah, à travers l'histoire d'un frère et d'une sœur, Harry et Daniella Preleshnik.
Lent et descriptif dans sa première partie, mais sans grande richesse de détails, le récit se fait brutal sur la seconde partie avec l'histoire de Daniella, quatorze ans au début du récit, qui finit par aller travailler dans la « Maison des poupées », un bordel de prostitution forcée, situé à l'intérieur du camp. Sont décrites les atrocités subies par les jeunes filles et les femmes juives, recrutées par les officiers nazis dans les camps pour être violées.
Na'ama Shik, chercheur à Yad Vashem, parle de fiction pornographique, les relations sexuelles entre Juifs et Aryens étant interdites. Yechiel Szeintuch affirme qu'il n'avait pas de sœur du tout.
Il utilise aussi le nom de Karl Zetinski (Karol Cetinsky).
Il écrit son premier livre, Salamandra, en Italie en 1945.
Il témoigne au procès d'Adolf Eichmann le 7 juin 1961. Après une description de la « planète de cendres », il s'évanouit et ne donna pas d'autre témoignage.
Tom Hurwitz, fils du producteur de télévision qui diffusait le procès en direct à l'époque, était présent lors de ce témoignage et raconte l'effondrement comme un accident vasculaire cérébral.
En 1961, dans son livre Piepel, il décrit l'abus sexuel de jeunes garçons, et parle de son jeune frère mort à Auschwitz.
En 1976, en raison de cauchemars récurrents et de dépression, De-Nur s'est soumis à une forme de psychothérapie psychédélique, promue par le psychiatre néerlandais Jan Bastiaans,

## Vie privée
Marié à Nina Dinur, née Asherman, la fille d'un docteur de Tel Aviv. Ils eurent deux enfants et elle fut proche de Virginia Satir avant de changer son nom en Eliyah Dinur.
En 1976, il commence une psychothérapie psychédélique avec le Dr Jan Bastiaans qui incluait l'usage du LSD; il parla de cette expérience dans son livre, Shivitti. dont le titre dérive des psaumes de David 16, "תהילים טז: "שיויתי ה' לנגדי תמיד, ou Actes des apôtres 2:25:. Il meurt d'un cancer à Tel Aviv le 17 juillet 2001.

## Influence

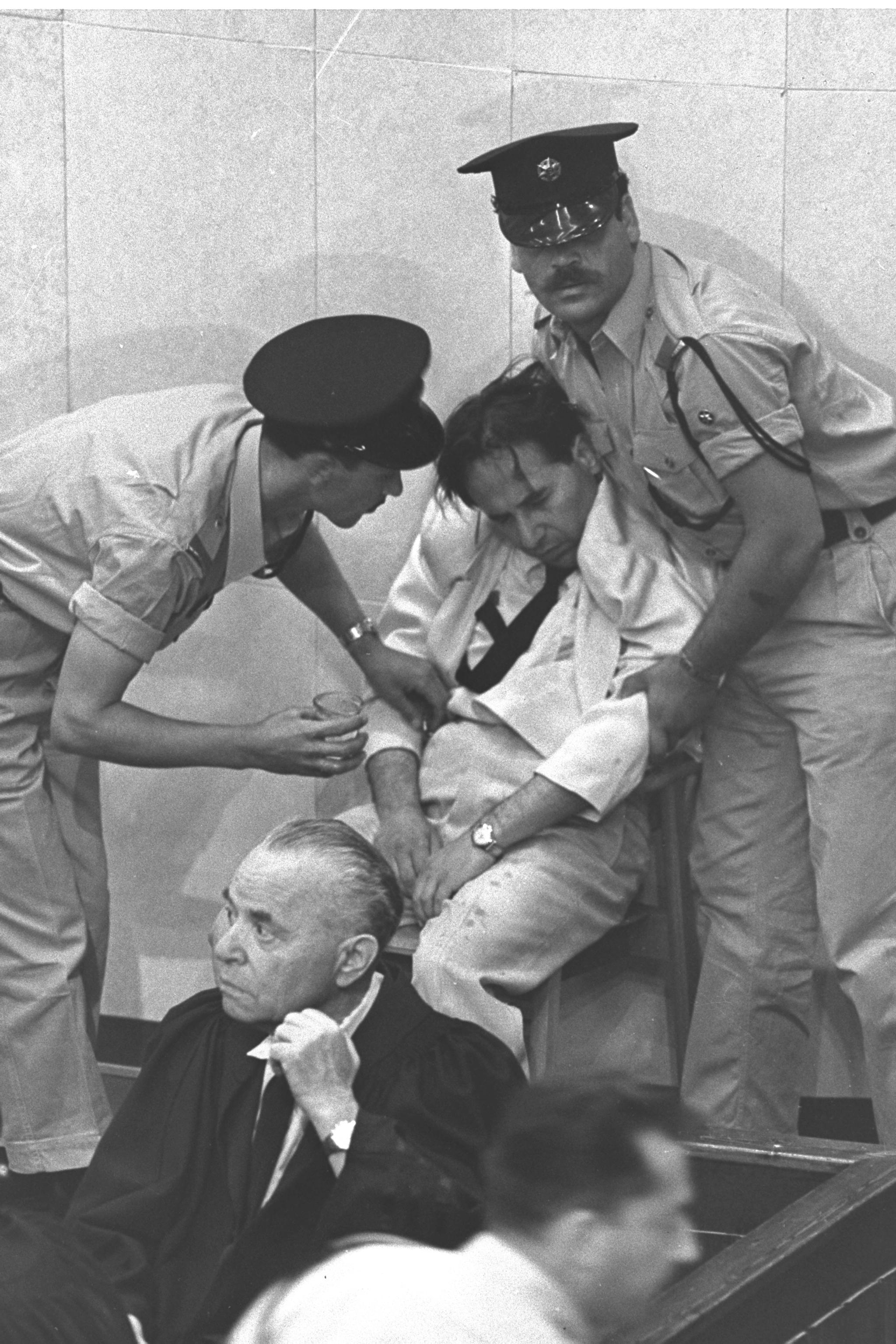
De-Nur s'est effondré après son témoignage au tribunal

Le groupe de cold wave Joy Division a choisi pour nom de groupe une référence en l'appellation métaphorique « Division de la joie », après avoir lu le livre (dans sa version anglaise) de Yehiel De-Nur.

## Œuvres
- Salamandra. Tel Aviv, Dvir, 1946.
- Maison de filles, Dos hoyz fun di lalkes, Gallimard, 1958. Roman fondé sur le journal écrit par une jeune fille qui a péri dans les camps de la mort.
- La Pendule au-dessus de la tête, 1961.
- La Descente aux Enfers, Presses de la Cité, Paris, 1962.
- Star Eternal, New York, Arbor House, 1971.
- Sunrise over Hell, W. H. Allen, 1977.
- Les Visions d'un rescapé, Hachette Littérature, 1990.
- Di shvue (Le Serment), Tel-Aviv, Y.L. Perets, 1982. 15 nouvelles et 5 poèmes concernant la vie concentrationnaire à Auschwitz.